# キャサリン・プラマー
キャサリン・プラマー（Kathryn Plummer、1998年10月16日 - ）は、アメリカ合衆国の女子バレーボール選手である。アメリカ合衆国代表。

## 来歴
アメリカ合衆国のロングビーチ出身。アリソ・ビエホ育ち。
アリソ・ニエル高校時代の2015年、U18世界選手権で銀メダルを獲得し自身もベストオポジット賞を受賞した。
名門のスタンフォード大学へ進学。在学中はNCAA女子バレーボール選手権で3度優勝へ導き、2018年と2019年の大会ではMVPを受賞した。また、2019年度のホンダスポーツ賞のバレーボール部門にノミネートされた。
2019年にはシニアのアメリカ合衆国代表に初選出され、同年のパンアメリカンカップに出場した。
2019年12月にイタリアセリエＡのモンツァと契約し、プロとしてのキャリアをスタートさせる。2020年9月に日本のV.LEAGUE Divison1のデンソーエアリービーズへの入団が発表された。
2021年5月13日、デンソーエアリービーズ公式サイトにて退団が発表された。
2021年、ネーションズリーグに出場し金メダルを獲得した。2021/22シーズンはイタリアセリエAのイモコ・コネリアーノへ移籍した。

## 球歴
- オリンピック - 2024年

## 所属クラブ
- スタンフォード大学
- パッラヴォーロ・モンツァ（2019-2020年）
- デンソーエアリービーズ（2020-2021年）
- イモコ・コネリアーノ（2021-2024年）
- エジザージュバシュ（2024年-）